# Camptothecine
Camptothecine is een cytotoxische alkaloïde, die voor het eerst in 1966 geïsoleerd werd uit de boom Camptotheca acuminata (Nyssaceae), een inheemse boom uit China. Dit gebeurde tijdens een systematisch onderzoek naar plantenstoffen met een potentieel voor de bestrijding van kanker. Het is een heterocyclische verbinding met vijf aaneengesloten ringen. Er is één chiraal centrum in het molecuul, namelijk in de lactonring.
Camptothecine is een stof die selectief het enzym DNA-topo-isomerase 1 in de celkern inhibeert. De stof vertoont een goede antikankeractiviteit, maar ze bleek bij dierproeven ook toxisch te zijn en schadelijke neveneffecten te hebben. De stof is ook weinig oplosbaar in water, wat de praktische bruikbaarheid (m.n. intraveneuze toediening) vermindert. Daarom is er gezocht naar derivaten van camptothecine, die een gunstiger toxicologisch profiel hebben, en die liefst ook beter wateroplosbaar zijn en een nog hogere antitumoractiviteit hebben.
Voorbeelden van camptothecinederivaten zijn:
- 5(S)-(2-hydroxyethoxy)-20(S)-camptothecine, dat als weesgeneesmiddel in de Europese Unie is toegelaten voor de behandeling van osteosarcoom.[2]
- gimatecan, weesgeneesmiddel voor de behandeling van glioom (hersentumor).[3]
- irinotecan (als hydrochloride), idem.[4]
- topotecan (als hydrochloride), idem.[5]
- rubitecan, weesgeneesmiddel voor de behandeling van pancreaskanker (niet op de markt).[6]